# Dick Drescher
Dick Drescher (eigentlich Richard Drescher; * 2. Februar 1946) ist ein ehemaliger US-amerikanischer Diskuswerfer.
1971 siegte er bei den Panamerikanischen Spielen in Cali mit 62,26 m.
Seine persönliche Bestleistung von 63,90 m stellte er am 24. April 1976 in Walnut auf.